# Michaela Pešková
Michaela Pešková (22 oktober 1997) is een atleet uit Slowakije.
Op de Olympische Jeugdzomerspelen 2014 nam Pešková deel aan de onderdelen 8x100 meter estafette en 400 meter horden.
In 2015 werd Pešková Slowaaks nationaal kampioene 400 meter horden.
- World Athletics: 14549329